# Teoria Olduvai
Teoria Olduvai este o teorie propusă de Richard C. Duncan în anul 1989, bazată pe experiența lui în gestionarea energiei și a pasiunii lui pentru arheologie, dar bazată și pe studierea celebrului studiu Limitele creșterii, scris de către Dennis Meadows și echipa sa de la MIT, studiu comandat de Clubul de la Roma și publicat în anul 1972.  
Teoria prevede că actuala civilizație industrială va avea un maxim la 100 de ani, începând din 1930. Din 2030, umanitatea va reveni treptat la niveluri sensibil mai scăzute, comparabile cu a altor civilizații care au trăit anterior, culminând în aproximativ trei mii de ani într-o civilizație bazată pe vânătoare, așa cum a existat pe Pământ pentru o perioadă de mai multe zeci de mii de ani.

## Istoric și date
Teoria Olduvai este un model bazat pe date statistice de la o afirmație pe care oricine le poate accepta și nu este posibil ca populația să consume energie și să continue nelimitat să crească în ritmul care a avut loc pe parcursul secolului al XX-lea.
Teoria se bazează pe variația între rata de producție de energie utilizând combustibilii fosili și populația lumii. Între 1930 și 1979, această rată a crescut de aproximativ 3% anual, dar din anii 1980, scăzut constant cu aproximativ 0,5% pe an pe cap de locuitor. De vârf din 1979 reprezinta vârful de civilizație și în jur de 2030 vom avea o producție energetica asemănătoare cu anii 1930. Acel moment pot fi considerat ca la sfârșitul civilizație de astăzi. Prăbușirea probabil provine de la o mulțime de întreruperi electrice răspândite în toată lumea. În lipsa de energie electrica, se va trece de la actuala situație la modele apropiate Evului Mediu și pana la Epoca de piatră va fi doar un pas.
Numele Olduvai este inspirat dintr-un faimos sit arheologic din [[, dar teoria nu are nici o legătură cu descoperirile culese din acest loc.

## Baze pentru formularea teoriei

### Producerea petrolului
Duncan stabilește un model de estimare a producției de petrol în următorii ani. În acest model,vârful de producție a petrolului va fi atins în 2006, dată la care, OPEC va depăși producția de producție din țările care nu sunt membri ai organizației. În acel moment apare o divizare între țările producătoare care vor gestiona distribuția globală de petrol din lume, și țările care nu posedă petrol. Cu toate acestea, chiar cu o creștere a producției din OPEC, producția totală din lume va continua să încetinească procesul de declin.
În ceea ce privește producția, comparativ cu populația lumii, această rată a crescut exponențial, între 1920 și 1973. Între acel an și 1979 a crescut atât de ușoare și erratic, iar din 1979 a scăzut la o rată medie de 1,79% pe an. Perioada de ușoară descreștere este numita Înclinarea Olduvai